# Мозгалевский, Николай Осипович
Николай Осипович Мозгалевский (май 1801—1844) — русский дворянин, военный, декабрист.

## Биография
Отец — помещик Черниговской губернии Осип Фёдорович Мозгалевский, отставной капитан гвардии, был нежинским уездным судьей. Мать — Виктория Карловна де Розет, француженка, была дочерью гувернёра и учителя.
Воспитывался с 1814 по 1821 годы в Первом кадетском корпусе, откуда выпущен прапорщиком в Саратовский пехотный полк. В 1825 — подпоручик того же полка.
Член Общества соединенных славян (с 1825). Арестован 13.02.1826, доставлен из Житомира в Петербург 21.02.1826, заключен в Петропавловскую крепость.
Осужден по VII разряду и приговорён к ссылке на вечное поселение (22 августа 1826 года срок был сокращён до 20 лет). Ссылку отбывал с 1826 в Нарыме Томской губернии, с. Курагинском Енисейской губернии, с. Теснинском и с 1839 — в Минусинске, где и умер.
Жена (с 1829 года) — нарымская казачка (отец записан в мещане) Евдокия Ларионовна Агеева (ум. в 1888 г.)

## Памятные места
- 1814—1821 — Первый кадетский корпус (Кадетская линия, 1—5; Университетская наб., 11—15), учился;
- 21—22 февраля 1826 — Главная гауптвахта в Императорском Зимнем дворце (Дворцовая наб., 36), находился в заключении;
- 22 февраля — 4 августа 1826 — Петропавловская крепость, находился в заключении.